# Nidderkraftwerk

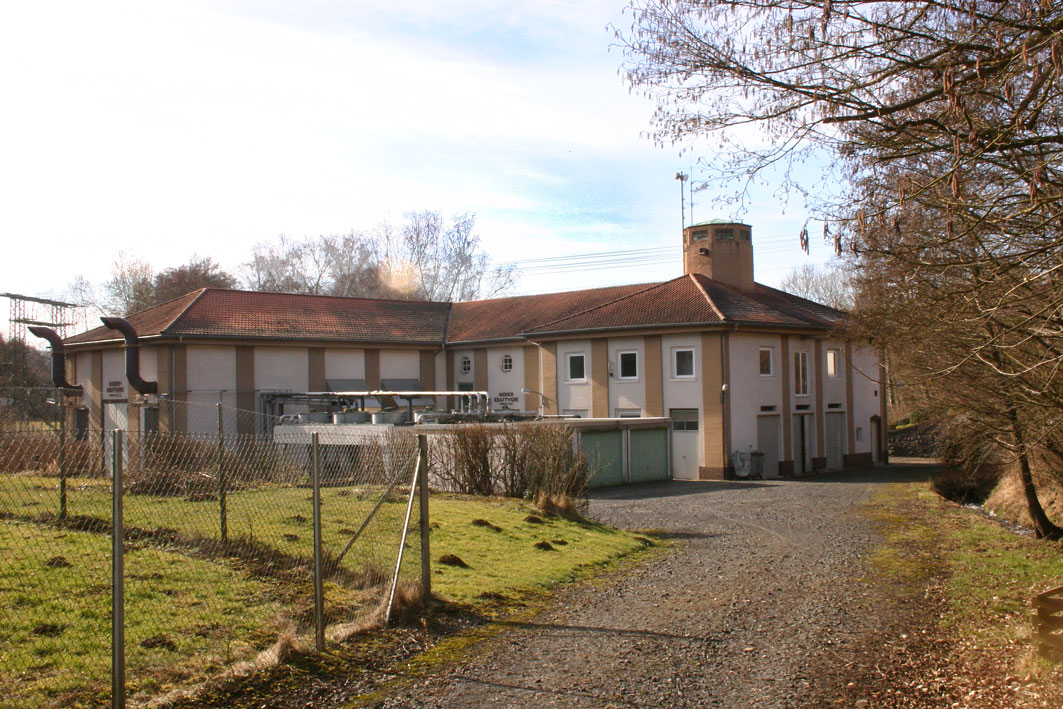
Maschinenhaus des Kraftwerks

Das Nidderkraftwerk ist ein Wasserkraftwerk an der Nidder bei Lißberg, einem Stadtteil von Ortenberg in Hessen. Es wurde 1923 durch das Überlandwerk Oberhessen gebaut und stellt heute ein kulturgeschichtliches Denkmal dar. Betrieben wird das Kraftwerk durch die Oberhessischen Versorgungsbetriebe (OVAG), den Rechtsnachfolger des Überlandwerks Oberhessen.
Das Kraftwerk war ursprünglich als Pumpspeicherkraftwerk konzipiert und verfügt über zwei Oberbecken: Der Stauweiher Hillersbach ▼ mit 162.000 m³ Stauinhalt und Hirzenhain an der Nidder ▼ mit 43.000 m³. Beide Oberbecken haben 7 m hohe Staumauern als Absperrbauwerke. Sie wurden 2001 saniert und dienen auch heute noch als Speicherbecken. Für den Druckausgleich besitzt das Kraftwerk an der Mündung der unterirdischen Druckrohre ein Wasserschloss. Das Druckrohr führt in das bei Lißberg gelegene Maschinenhaus ▼. Es verfügt über zwei Turbinen mit 0,8 und 1,5 MW Leistung, insgesamt also 2,3 MW. Im Zuge der Renovierungsarbeiten durch die OVAG mussten jedoch Rohre mit engerem Querschnitt in die vorhandenen gelegt werden. Daher können die Generatoren bei maximalem Wasserdurchfluss nur noch 1,5 MW liefern.
Die ersten Pumpspeicherkraftwerke im Großmaßstab waren jedoch erst Koepchenwerk und Pumpspeicherwerk Niederwartha.
Da sich das Pumpspeichern als unwirtschaftlich erwies, wird das Kraftwerk seit 1978 nicht mehr als Pumpspeicherkraftwerk betrieben, sondern nur noch als Speicherkraftwerk. Solange genügend Wasser vorhanden ist, kann das Kraftwerk bis zu 2.300 Haushalte mit elektrischem Strom versorgen. Heute stehen im Maschinenhaus noch zwei Dieselgeneratoren zur Verfügung, um im Notfall zusätzlichen Strom liefern zu können.

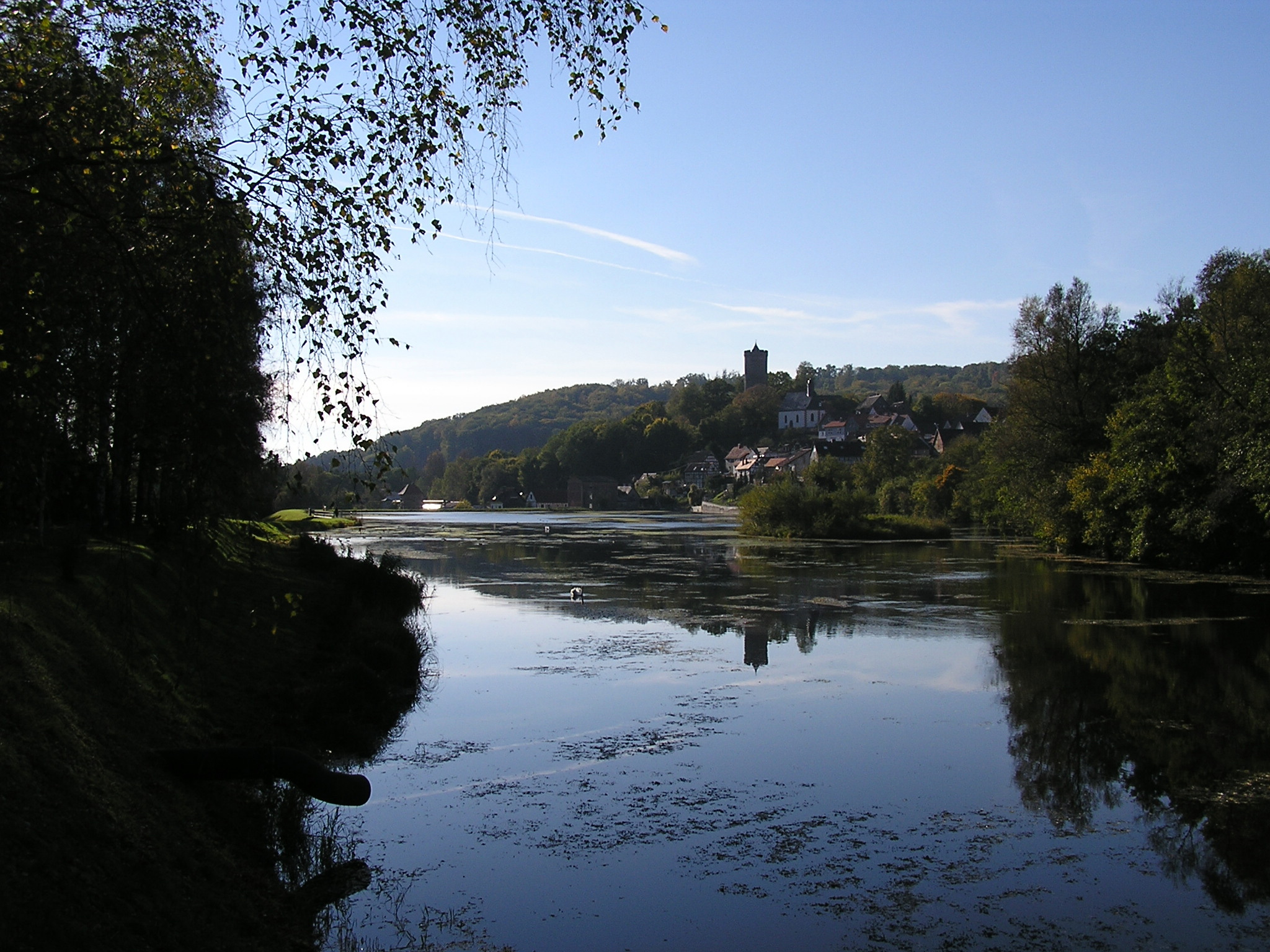
Ausgleichsbecken

Das Kraftwerk kann im Rahmen von durch die OVAG angebotenen Führungen besichtigt werden.